# Scalps (film 1983)
Scalps è un film del 1983, diretto da Fred Olen Ray.